# Anton Ulrik Berndes
Anton Ulrik (Ulric) Berndes, född 15 juni 1757 i Ramshäll, Alunda socken, Uppland, död 11 april 1844 i Stockholm, var en svensk grafiker, miniatyrmålare och konstskriftställare samt utbildad lantmätare. Han blev lantmätare i Drottningholm och Svartsjö slotts län 1786 och befordrad till förste lantmätare i Stockholms län 1821.
Han var son till gruvfogden Fredrik Beerns och Barbro Dumky samt gift första gången 1787 med Anna Lisa Elisabeth Unfraun och andra gången från 1811 med Katarina Charlotta Thrœne. Han var bror till Pehr Bernhard Berndes och far till Johan Bernhard Berndes.

## Biografi
Berndes fick sina grundläggande kunskaper i teckning av sin far och fick sedan utvecklas på egen hand genom hans erfarenhet och betraktande av andras alster, förutom en kortare studietid hos pastellmålaren Gustaf Lundberg. Berndes var lantmäterielev på Kloster-Orlunda i Östergötland 1772 och avlade examen vid lantmäterikontoret 30 maj 1775. Han framträdde offentligt som konstnär första gången 1784 med kopior av Cornelius Høyer målningar och Höyers målningar kom i fortsättningen att influera hans eget skapande. Hans konst gav honom ett gott anseende och från 1780-talets mitt var han gouterad free lancer. När ryktena om Peter Adolf Halls stora berömmelse nådde Stockholm ändrade han inriktning för att efterlikna Halls målarstil utan att han lyckades förvärva dennes virtuosa teknik. När Niklas Lafrensen anlände till Stockholm 1791 ändrade han åter stil och försökte följa dennes stil men hans målningar tål inte en jämförelse med Lafrensen. För att få nya impulser reste han 1794 på en studieresa till England. Där utförde han en rad porträtt i blyerts med insatta kritfärger, dessa är i stilen blodlösare än hans tidigare arbeten så resan till England var snarare en tillbakagång än ett framåtskridande i hans måleri. Porträtten ställdes ut på Konstakademin 1807 under beteckningen Portraits aux plusieurs crayons men fick ett negativt mottagande. Men Englandsvistelsen innebar även att han inhämtade insikter i mezzotintgravyren. Man vet inte för vem han studerade gravyrtekniken men det var porträttmålaren Carl Fredric von Breda som introducerade honom i den engelska konstvärlden. När han efter ett år återvände till Sverige blev han en mycket uppskattad porträttgravör och han fick en stor kundkrets bland de högre stånden samt beställningar från olika institutioner. För Vetenskapshandlingar för Läkare och Fältskärer och Vetenskaps-journal för läkare och fältskärer utförde han tolv läkarporträtt som räknas till hans främsta arbeten. Men när hans popularitet och kundkretsen växte sjönk med några få undantag kvaliteten på porträtten. Efter 1820 inträdde en märkbar avmattning och hans sista porträtt visar en påtaglig torrhet och ytlig elegans. Han valdes in som ledamot av Kungliga Akademien för de fria konsterna 1803.
Som konstskriftställare uppträdde han med Försök om konsten att måla portraiter i miniature(1799) och med avhandlingen Om färgernas harmoni, och några grunder för målarekonsten(1813) samt boken Ode öfer Hoppet (1838). Berndes finns representerad vid bland annat Göteborgs konstmuseum, Nationalmuseum, Kungliga biblioteket och Uppsala universitetsbibliotek.

## Verk (urval)

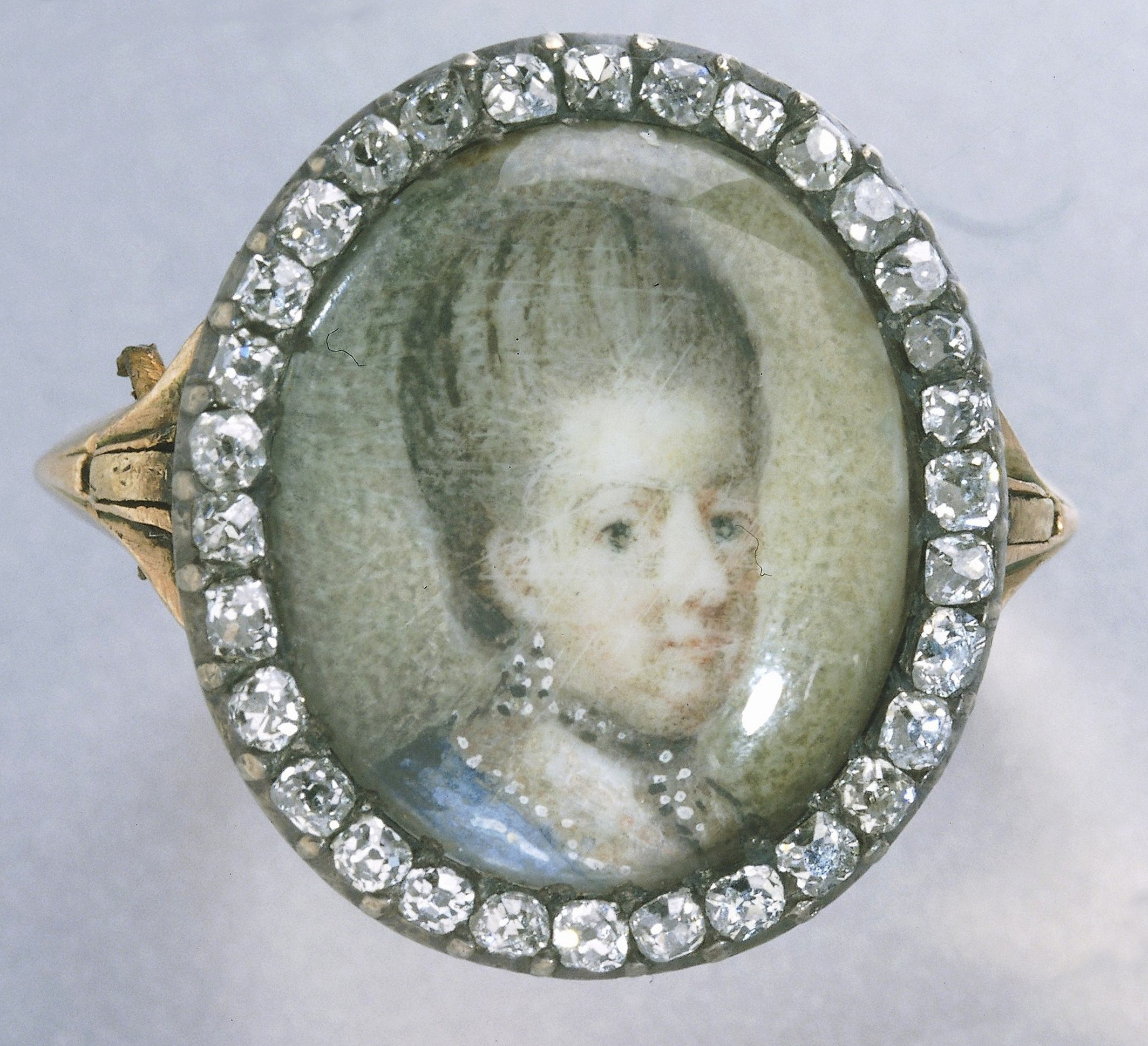
Drottning Lovisa Ulrika. Miniatyrporträtt på ring av guld med briljanter.
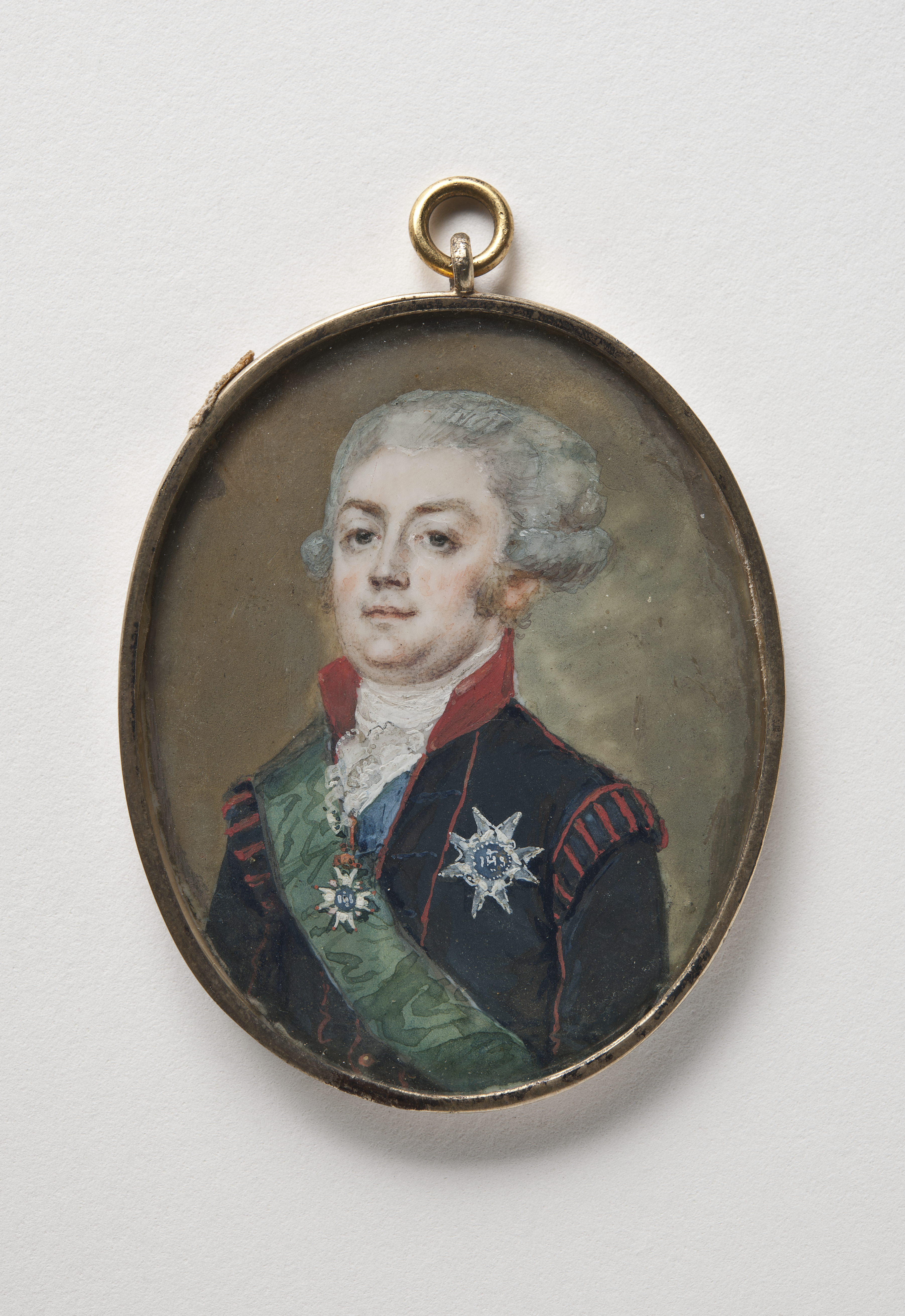
Adolf Fredrik Munck.
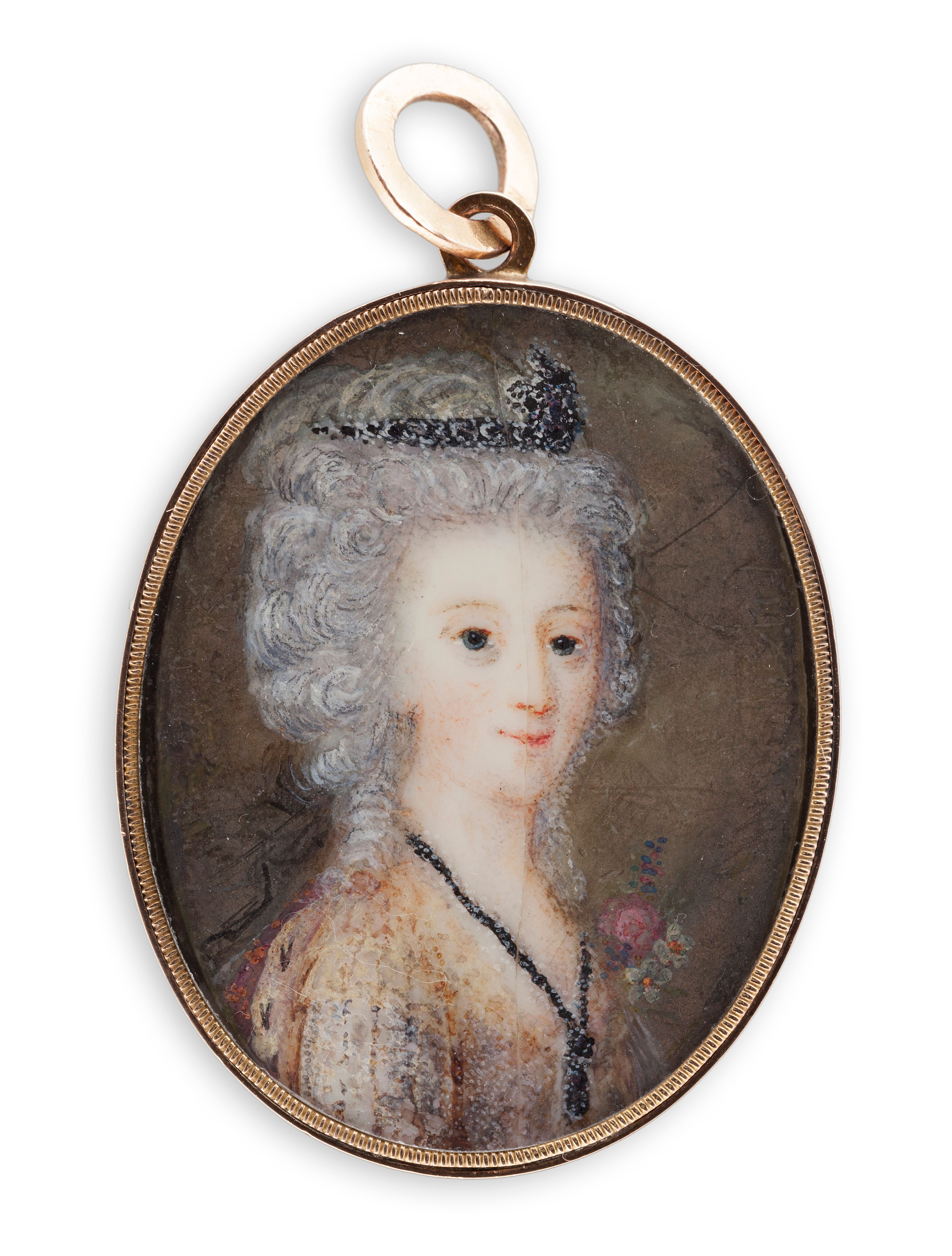
Drottning Sofia Magdalena.
Gustav IV Adolf som barn, cirka 1783.
Karta över Drottningholmsmalmen, 1815.
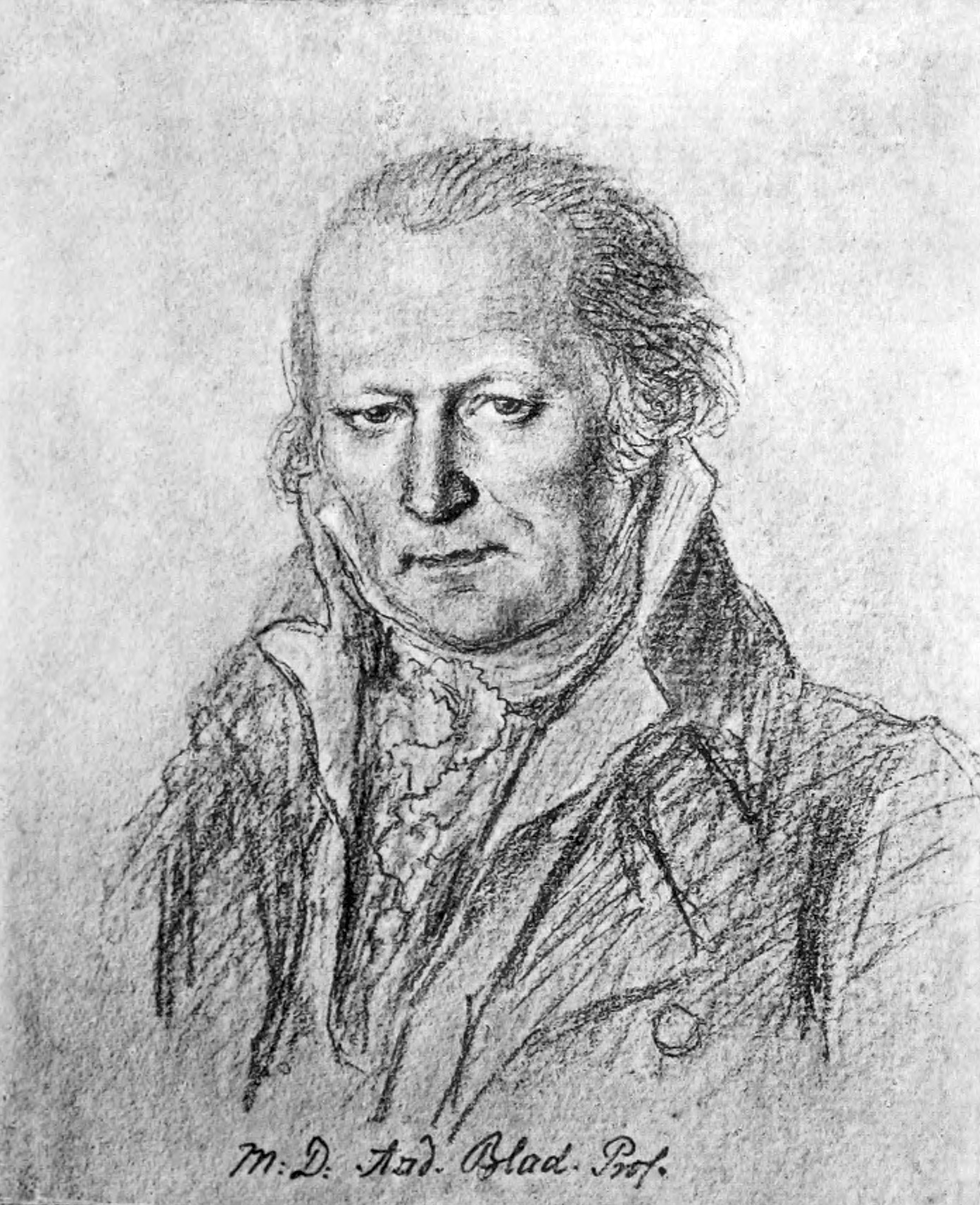
Anders Blad. Teckning.